# BAFL Elite Division 2020
La BAFL Elite Division 2020 è la 33ª edizione del campionato di football americano di primo livello, organizzato dalla BAFL.
Il 12 marzo con un comunicato sulla pagina Facebook dell BAFL è stata annunciata la sospensione del campionato a causa della pandemia di COVID-19 del 2019-2021
Il 3 agosto la stagione 2020 è stata ufficialmente annullata.

## Squadre partecipanti
| Club                  | Città     | Stadio | Sponsor ufficiale | Risultato nella stagione 2019    |
| --------------------- | --------- | ------ | ----------------- | -------------------------------- |
| Antwerp Argonauts     | Anversa   |        |                   |                                  |
| Brussels Black Angels | Bruxelles |        |                   | Campioni del Belgio              |
| Brussels Tigers       | Bruxelles |        |                   |                                  |
| Charleroi Coal Miners | Charleroi |        |                   |                                  |
| Ghent Gators          | Gand      |        |                   | Vincitori BAFL National Division |
| Liège Monarchs        | Liegi     |        |                   |                                  |
| Limburg Shotguns      | Beringen  |        |                   |                                  |
| Ostend Pirates        | Ostenda   |        |                   |                                  |

## Stagione regolare

### Calendario

#### 1ª giornata
| Liegi 9 febbraio 2020, ore 14:00 | Liège Monarchs | - – - () | Charleroi Coal Miners |  |

#### 2ª giornata
| Evere 16 febbraio 2020, ore 14:00 | Brussels Tigers | - – - () | Ostend Pirates |  |

| Anderlecht 16 febbraio 2020, ore 14:00 | Brussels Black Angels | 34 – 0 | Ghent Gators |  |

| Beringen 16 febbraio 2020, ore 14:00 | Limburg Shotguns | 46 – 0 | Antwerp Argonauts |  |

#### 3ª giornata
| Roux 1º marzo 2020, ore 14:00 | Charleroi Coal Miners | - – - () | Brussels Tigers |  |

| Liegi 1º marzo 2020, ore 14:00 | Liège Monarchs | 0 – 31 | Brussels Black Angels |  |

| Ostenda 1º marzo 2020, ore 14:00 | Ostend Pirates | - – - () | Limburg Shotguns |  |

#### 4ª giornata
| Gand 8 marzo 2020, ore 14:00 | Ghent Gators | 62 – 10 | Antwerp Argonauts |  |

#### 5ª giornata
| Roux 15 marzo 2020, ore 14:00 | Charleroi Coal Miners | - – - | Brussels Black Angels |  |

| Beringen 15 marzo 2020, ore 14:00 | Limburg Shotguns | - – - | Brussels Tigers |  |

#### 6ª giornata
| Ruisbroek 22 marzo 2020, ore 14:00 | Antwerp Argonauts | - – - | Liège Monarchs |  |

| Ostenda 22 marzo 2020, ore 14:00 | Ostend Pirates | - – - | Ghent Gators |  |

#### 7ª giornata
| Anderlecht 5 aprile 2020, ore 14:00 | Brussels Black Angels | - – - | Antwerp Argonauts |  |

| Evere 5 aprile 2020, ore 14:00 | Brussels Tigers | - – - | Ghent Gators |  |

| Liegi 5 aprile 2020, ore 14:00 | Liège Monarchs | - – - | Ostend Pirates |  |

| Beringen 5 aprile 2020, ore 14:00 | Limburg Shotguns | - – - | Charleroi Coal Miners |  |

#### 8ª giornata
| Gand 19 aprile 2020, ore 14:00 | Ghent Gators | - – - | Limburg Shotguns |  |

#### 9ª giornata
| Ruisbroek 26 aprile 2020, ore 14:00 | Antwerp Argonauts | - – - | Charleroi Coal Miners |  |

| Ostenda 26 aprile 2020, ore 19:00 | Ostend Pirates | - – - | Brussels Black Angels |  |

| Liegi 26 aprile 2020, ore 19:00 | Liège Monarchs | - – - | Brussels Tigers |  |

#### 10ª giornata
| Roux 10 maggio 2020, ore 14:00 | Charleroi Coal Miners | - – - | Ghent Gators |  |

| Ruisbroek 10 maggio 2020, ore 14:00 | Antwerp Argonauts | - – - | Ostend Pirates |  |

| Beringen 10 maggio 2020, ore 14:00 | Limburg Shotguns | - – - | Liège Monarchs |  |

#### 11ª giornata
| Anderlecht 17 maggio 2020, ore 14:00 | Brussels Black Angels | - – - | Brussels Tigers |  |

#### 12ª giornata
| Gand 24 maggio 2020, ore 14:00 | Ghent Gators | - – - | Liège Monarchs |  |

#### 13ª giornata
| Ostenda 31 maggio 2020, ore 14:00 | Ostend Pirates | - – - | Charleroi Coal Miners |  |

| Anderlecht 31 maggio 2020, ore 14:00 | Brussels Black Angels | - – - | Limburg Shotguns |  |

| Evere 31 maggio 2020, ore 14:00 | Brussels Tigers | - – - | Antwerp Argonauts |  |

### Classifica
La classifica della regular season è la seguente:
- PCT = percentuale di vittorie, G = partite giocate, V = partite vinte,  P = partite perse, PF = punti fatti, PS = punti subiti

| Pos. | Squadra               | PCT   | G | V | N | P | PF | PS  |
| ---- | --------------------- | ----- | - | - | - | - | -- | --- |
| 1    | Brussels Black Angels | 1.000 | 2 | 2 | 0 | 0 | 65 | 0   |
| 2    | Limburg Shotguns      | 1.000 | 1 | 1 | 0 | 0 | 46 | 0   |
| 3    | Ghent Gators          | .500  | 2 | 1 | 0 | 1 | 62 | 44  |
| 4    | Brussels Tigers       | .000  | 0 | 0 | 0 | 0 | 0  | 0   |
| 5    | Charleroi Coal Miners | .000  | 0 | 0 | 0 | 0 | 0  | 0   |
| 6    | Ostend Pirates        | .000  | 0 | 0 | 0 | 0 | 0  | 0   |
| 7    | Liège Monarchs        | .000  | 1 | 0 | 0 | 1 | 0  | 31  |
| 8    | Antwerp Argonauts     | .000  | 2 | 0 | 0 | 2 | 10 | 108 |

## Playoff e playout
Le prime quattro squadre si qualificano per i playoff, l'ottava retrocede direttamente, mentre la settima gioca un playout contro la seconda classificata della National Division.

### Tabellone
|  | Semifinali | Semifinali | Semifinali |  |  | XXXIII Belgian Bowl | XXXIII Belgian Bowl | XXXIII Belgian Bowl |  |
|  |            |            |            |  |  |                     |                     |                     |  |
|  | 1          | TBD        |            |  |  |                     |                     |                     |  |
|  | 1          | TBD        |            |  |  |                     |                     |                     |  |
|  | 4          | TBD        |            |  |  |                     |                     |                     |  |
|  | 4          | TBD        | TBD        |  |  |                     |                     |                     |  |
|  |            |            |            |  |  |                     |                     |                     |  |
|  |            |            | TBD        |  |  |                     |                     |                     |  |
|  | 3          | TBD        |            |  |  |                     |                     |                     |  |
|  | 3          | TBD        |            |  |  |                     |                     |                     |  |
|  | 2          | TBD        |            |  |  |                     |                     |                     |  |

### Semifinali
| 13 giugno 2020, ore 14:00 | TBD | – | TBD |  |

| 14 giugno 2020, ore 14:00 | TBD | – | TBD |  |

### Playout
| 21 giugno 2020, ore 14:00 | TBD | – | TBD |  |

### Belgian Bowl
| 27-28 giugno 2020 | TBD | – | TBD |  |